# Benedict (Nebraska)
Benedict es una villa ubicada en el condado de York en el estado estadounidense de Nebraska. En el Censo de 2010 tenía una población de 234 habitantes y una densidad poblacional de 470,56 personas por kilómetro cuadrado.

## Geografía
Benedict se encuentra ubicada en las coordenadas 41°0′23″N 97°36′26″O / 41.00639, -97.60722. Según la Oficina del Censo de los Estados Unidos, Benedict tiene una superficie total de 0.5 km², de la cual 0.5 km² corresponden a tierra firme y (0 %) 0 km² es agua.

## Demografía
Según el censo de 2010, había 234 personas residiendo en Benedict. La densidad de población era de 470,56 hab./km². De los 234 habitantes, Benedict estaba compuesto por el 98.72 % de blancos, el 0.43 % de negros, el 0.43 % de amerindios, el 0 % de asiáticos, el 0 % de isleños del Pacífico, el 0 % de otras razas y el 0.43 % de dos o más razas. Del total de la población, el 0.43 % eran hispanos o latinos de cualquier raza.